# Trysk

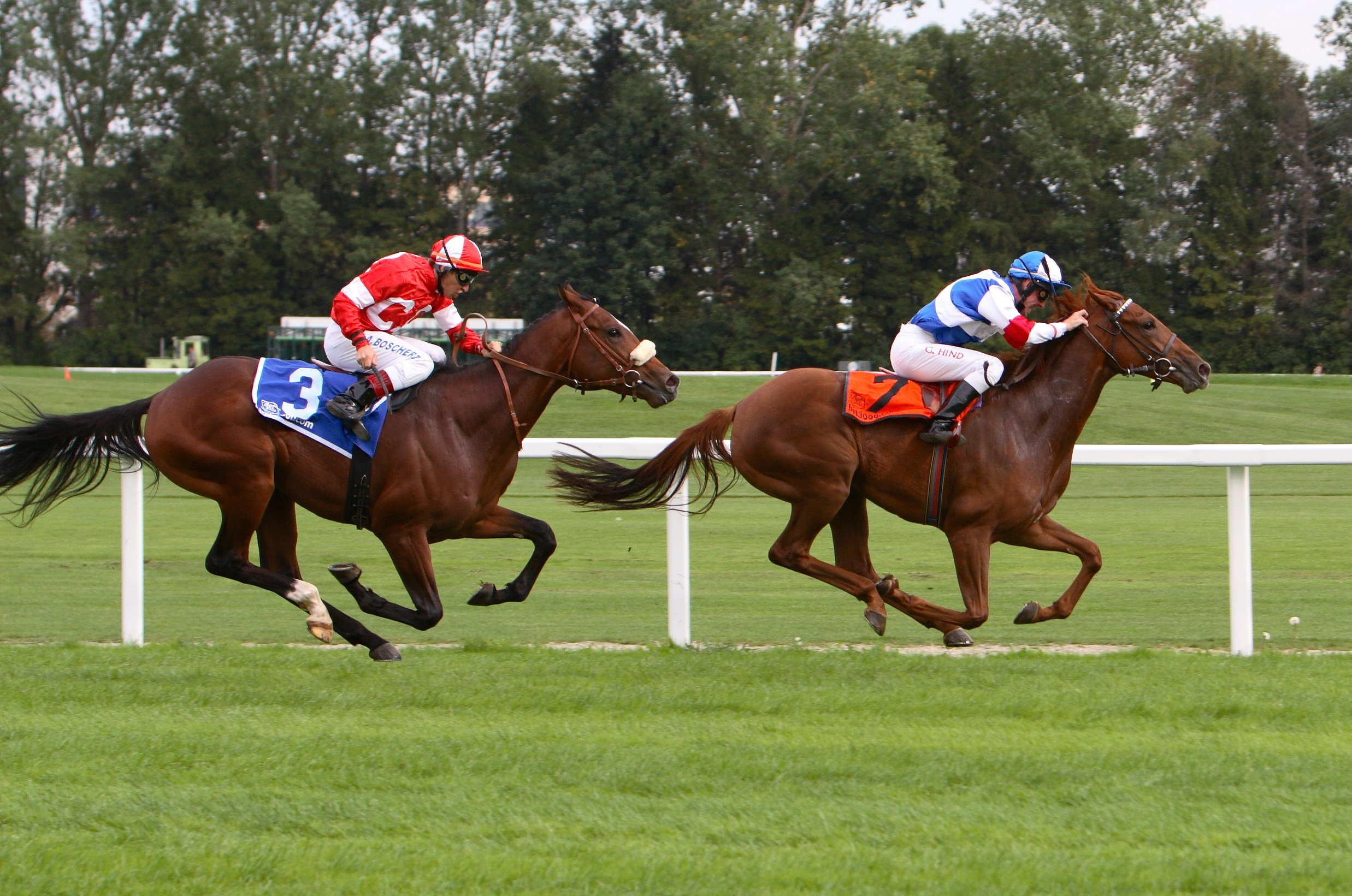
Kůň v trysku

Trysk je čtyřdobý koňský chod. Patří k jejich přirozeným chodům. Není to úplný chod, spíše zrychlený cval.

## K názvosloví
Odborně se tento krok nenazývá trysk, ale vystupňovaný cval. Je to čtyřdobý chod koně. Trysk (vystupňovaný cval) je nejrychlejší chod koně, proto se používá při rovinných závodech a nebo na dostizích. Jezdec je obvykle v tomto chodu v tzv. stehenním sedu (steheňáku)

## Nebezpečí
Doporučuje se koně přimět k trysku jen zkušeným jezdcům a na volném prostranství, kde to jezdec dobře zná a je si jistý, že kůň nemůže zakopnout.

## Popis chodu
Trysk (čtyřdobý + vznos) je rychlejší cval (třídobý + vznos), vzniká rozložením druhé doby.
- na pravou ruku – levá zadní, pravá zadní, levá přední, pravá přední, vznos, … (ve cvalu jde PZ zároveň s LP)
- na levou ruku – PZ, LZ a PP, LP, vznos.

Vznos je ta fáze běhu, kdy má kůň všechny čtyři nohy najednou nad zemí.